# Цзя Цзэлинь
Цзя Цзэлинь (кит. 賈 泽 林, род. 1934) — китайский философ и историк философии. Профессор.

## Биография
Родился в 1934 году.
В 1954-1959 годах учился на философском факультет МГУ.
Председатель Всекитайского общества изучения советской, русской философии.
Неоднократно посещал Советский Союз и Россию.

## Сочинения
- Цзя Цзэлинь Изучение русской и советской философии в Китае // Вопросы философии. № 5. 2007. – С.64-67. ISSN 0042-8744
- Цзя Цзэлинь Портреты советских философов (из книги «Дорога на Ленинские горы») // Вопросы философии. № 5. 2007. – С.163-169.